# Acantharctia latifusca
Acantharctia latifusca är en fjärilsart som beskrevs av George Francis Hampson 1907. Acantharctia latifusca ingår i släktet Acantharctia och familjen björnspinnare. Inga underarter finns listade i Catalogue of Life.